# Нафта пружна
Нафта пружна (рос. нефть упругая; англ. viscous oil; нім. elastisches Erdöl n) — нафта, об'єм якої змінюється від зміни тиску.
Протилежне — нафта нестислива.
Пружність нафти оцінюється коефіцієнтом стисливості нафти
Для більшості пластових нафт коефіцієнт стисливості знаходиться в межах (0,6–1,8) ×10−4, 1/ат.
Цей вид режиму нафти є характерним для покладів з великою площею залягання. На початковому етапі розробки такого покладу нафти використовується її пружність — такий режим називають пружним.